# Лейбович, Давид

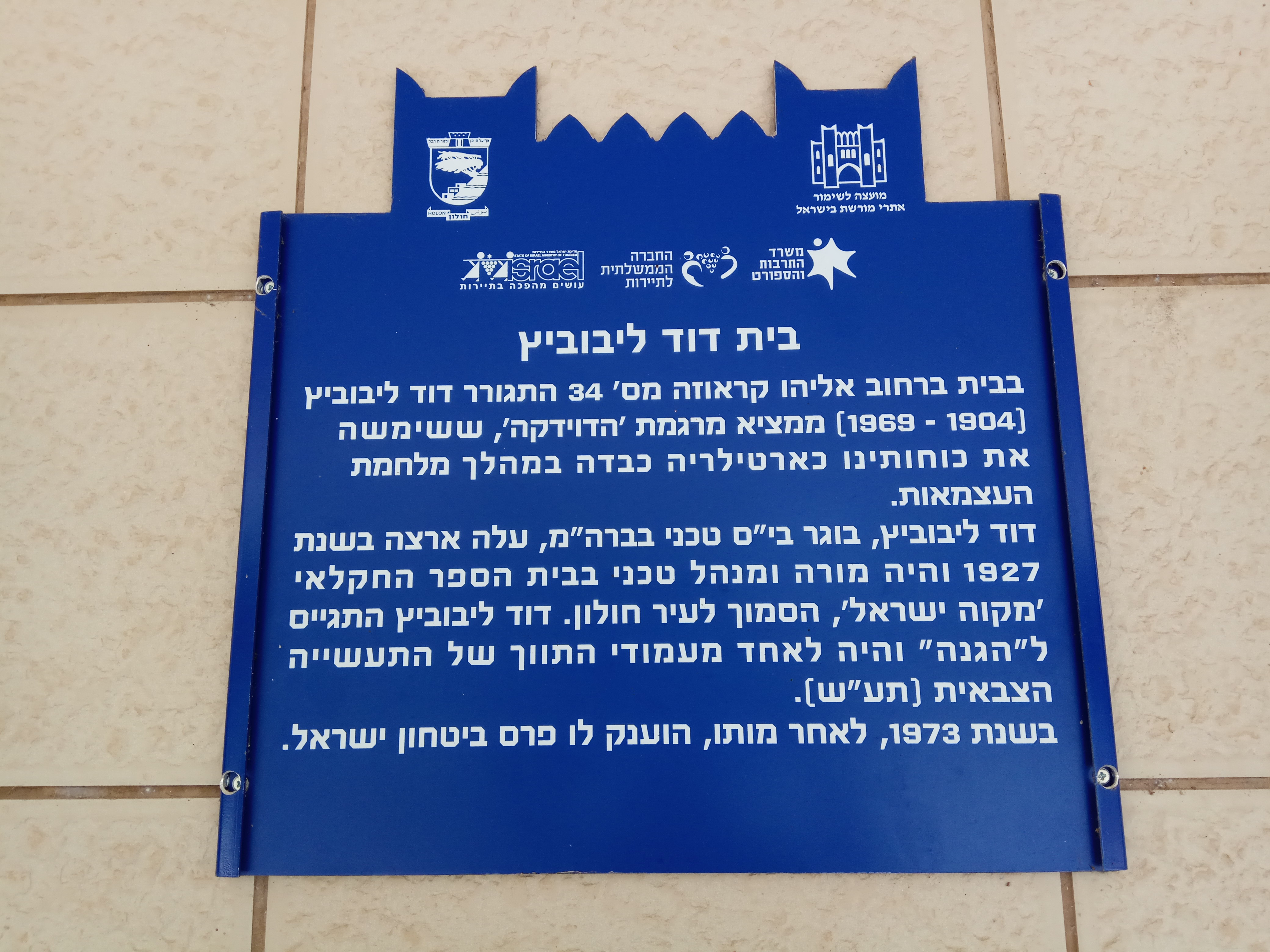
Мемориальная доска, на доме в Холоне, в котором жил Давид Лейбович

Давид Лейбович (28 января 1904 года — 4 марта 1969 года) — израильский изобретатель, оружейник организации Хагана, один из основателей подпольной военной промышленности ещё до создания государства. Разработал миномёт «Давидка», который был назван по его имени, и «блоху» (уменьшенную модель «Давидки»). Оружие для «Хаганы» разрабатывалось и изготавливалось в сельскохозяйственной школе «Микве-Исраэль».

## Биография
Давид Лейбович родился в 1904 году в Томске, в Сибири . Он был активным участником движения «Гехалуц». Иммигрировал в Эрец Исраэль в 1927 году. Как специалист в области технологии был принят в сельскохозяйственную школу «Микве-Исраэль» в качестве преподавателя и технического директора школы. Большинство его изобретений были сельскохозяйственными орудиями.
Присоединился к организации «Хагана», где он был ранен во время обучения пользованию взрывчатыми веществами. Был одним из основателей военной промышленности Израиля. Спроектировал и построил миномёт «Давидка», который успешно применялся в боях Войны за Независимость.
Был женат на Шуламит Молдавской, сестре бизнесмена и издателя Нахума Тверского. У них было двое детей: Цви и Ханна.
Давид Лейбович умер в 1969 году в возрасте 65 лет. Похоронен на кладбище Бат-Яма.
В 1973 году, спустя четыре года после смерти, он был удостоен специальной награды в рамках премии Израиля за безопасность .
Муниципалитет Холона установил мемориальную доску на доме 34 по улице Элиягу Краузе, где проживал Давид Лейбович.